# Antonio Musa
Antonio Musa (in latino Antonius Musa; in greco: Ἀντώνιος Μούσας, Antṓnios Moúsas; fl. I secolo a.C.) è stato un medico e botanico romano che visse durante il regno dell'imperatore Augusto.

## Biografia
L'episodio più celebre associato al nome di Antonio Musa risale al 23 a.C., quando il medico curò Augusto, che, dopo aver domato la Cantabria, era gravemente malato al fegato e prossimo alla morte. Avendo constatato l'inefficacia delle fomentazioni calde, Musa sperimentò quelle fredde, salvando l'imperatore. Quando Augusto tornò sano, decise di far erigere una statua di Antonio e la pose accanto all'altare privato di Esculapio.
Oltre agli onori, Musa riscosse fama e fiducia, divenendo il medico più importante del tempo. Le proprie terapie a base di bagni freddi indussero malati di ogni genere a recarsi nelle località dove potevano usufruirne, trascurando ad esempio, come fece Orazio, le acque termali di Baia. Antonio Musa non ebbe uguale fortuna quando tentò di guarire Marco Claudio Marcello, il primo marito di Giulia, l'unica figlia di Augusto.
In famiglia, Antonio non era l'unico a interessarsi di medicina. Anche suo fratello, Euforbo, fu medico di una casa reale, quella di Giuba II, re della Numidia: pare che i due fratelli insieme sperimentassero una idroterapia a bassa temperatura.

## Le opere
È piuttosto probabile che Musa sia stato l'autore di un'opera botanica intitolata De herba vettonica liber, dedicata a Marco Vipsanio Agrippa.

## Fonti antiche
- Plinio il Vecchio, Naturalis historia XIX 128, XXV 77.
- Svetonio, De vita Caesarum Augustus 59; 81.1.